# Dramatic Theme
Pistes de More
A Spanish Piece
Dramatic Theme est un morceau instrumental de Pink Floyd, figurant sur l'album More. C’est le treizième et dernier morceau de l’album. Ce court instrumental a été écrit par Waters, Gilmour et Wright ; il reprend le même thème musical que Main Theme, tout en s’appuyant beaucoup plus sur la guitare de Gilmour.

## Musiciens
- David Gilmour : guitare
- Nick Mason : batterie
- Roger Waters : basse
- Richard Wright : orgue

## Liens
- Site officiel de Pink Floyd
- Site officiel de Roger Waters
- Site officiel de David Gilmour